# Salsa di noci
La salsa di noci (in ligure sarsa de noxe o tocco de noxe, oppure ajà sull'Appennino piacentino e nel Tortonese) è una salsa a base di noci pestate a freddo nel mortaio con olio di oliva, aglio, latte, maggiorana e sale.

## Descrizione
La salsa di noci è un condimento tradizionale per svariate tipologie e formati di pasta, sia secca, sia fresca, in particolare i pansoti genovesi, oltre alle trofie di castagne o ai corzetti. Viene comunemente consumato aggiungendo formaggio grana grattugiato fresco.
La salsa di noci è, assieme al pesto, una delle salse principali della cucina ligure ed è usata comunemente a Genova, a Savona e nelle rispettive province.
Esistono varianti che prevedono l'aggiunta di maggiorana, il finocchietto, prezzemolo e formaggio grana.